# Dollendorfer Hardt
Die Dollendorfer Hardt ist ein Berg des Siebengebirges und dessen nördlichste Erhebung. Sie liegt östlich von Oberdollendorf auf Königswinterer Stadtgebiet, direkt an der Grenze zu Bonn. Die bewaldete Kuppe liegt auf 246,7 m ü. NHN.
Die südlichen Nachbarberge der Hardt sind der Falkenberg und der Weilberg, nördlich folgt der Ennert mit Juffernberg und Paffelsberg. Östlich liegen die Casseler Heide und niedrigeres Hügelland. Am Westhang befinden sich mehrere Weinberge, durch die ein Weinwanderweg führt. Er grenzt direkt an die bebauten Flächen von Oberdollendorf und Römlinghoven an, an den anderen Hängen verlaufen größere Straßen: die Landesstraße 268 (Heisterbacher Straße) im Süden, die L 490 (Langemarckstraße) im Norden und die K 25 im Osten. Oberhalb der Weinberge befindet sich an der nördlichen Talseite des Bergs auch die Voranhöhe bzw. der Aussichtspunkt Hülle.

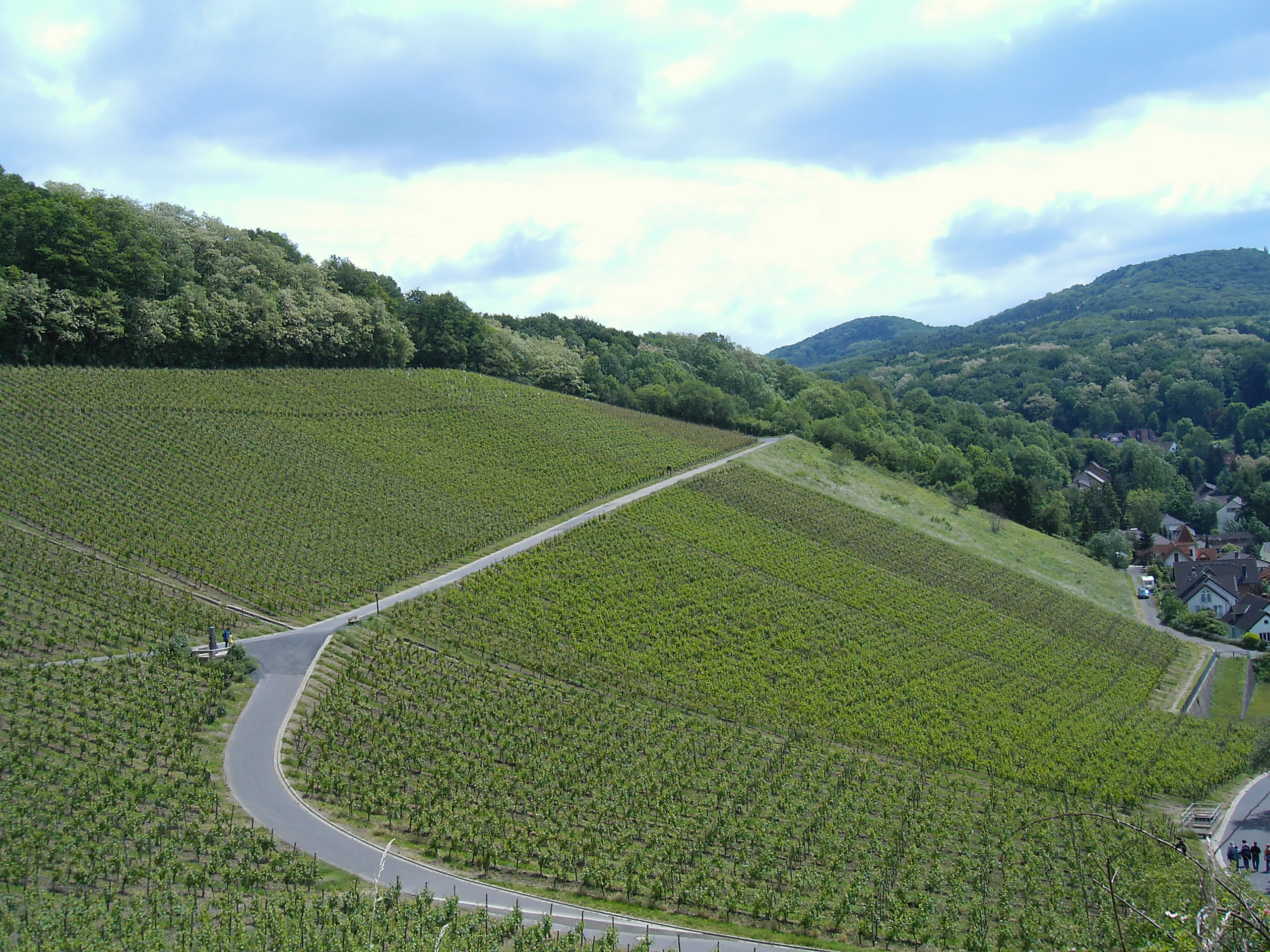
Weinberge am Westhang

Die Hardt steht wie das ganze Siebengebirge unter Naturschutz und ist ein beliebtes Wandergebiet, sie liegt auch am Rheinsteig. Der Westhang umfasst die Weinbau-Einzellagen Rosenhügel, Laurentiusberg und Sülzenberg der Großlage Petersberg. Durch die Oberdollendorfer Weinberge führt ein 2,2 km langer Weinwanderweg.